# Stockbridge (Wisconsin)
Stockbridge es una villa ubicada en el condado de Calumet en el estado estadounidense de Wisconsin. En el Censo de 2010 tenía una población de 636 habitantes y una densidad poblacional de 75,1 personas por km².

## Geografía
Stockbridge se encuentra ubicada en las coordenadas 44°4′6″N 88°18′35″O / 44.06833, -88.30972. Según la Oficina del Censo de los Estados Unidos, Stockbridge tiene una superficie total de 8.47 km², de la cual 8.44 km² corresponden a tierra firme y (0.37%) 0.03 km² es agua.

## Demografía
Según el censo de 2010, había 636 personas residiendo en Stockbridge. La densidad de población era de 75,1 hab./km². De los 636 habitantes, Stockbridge estaba compuesto por el 98.74% blancos, el 0% eran afroamericanos, el 0.31% eran amerindios, el 0% eran asiáticos, el 0% eran isleños del Pacífico, el 0% eran de otras razas y el 0.94% pertenecían a dos o más razas. Del total de la población el 0.79% eran hispanos o latinos de cualquier raza.